# Frieda Harris
Marguerite Frieda Harris (de soltera, Bloxam, 1877, Londres, Inglaterra - 11 de mayo de 1962, Srinagar, India) fue una artista plástica inglesa y, en su ancianidad, socia del ocultista Aleister Crowley. Es conocida sobre todo por su diseño del Tarot de Thoth para Crowley.

## Familia
Frieda Bloxam era hija del cirujano John Astley Bloxam, F.R.C.S. Se casó con Percy Harris en abril de 1901. Percy Harris sirvió como diputado del Partido Liberal en 1916-18 y 1922–45, y fue chief whip del partido. Después de que su marido fuera nombrado baronet en 1932 ella se tituló Lady Harris pero prefería utilizar Lady Frieda Harris.
Frieda y Percy Harris tuvieron dos hijos: Jack (nacido en 1906, más tarde Sir Jack Harris) y Thomas (nacido en 1908).

## Introducción a Crowley
Aleister Crowley había pedido al dramaturgo y autor Clifford Bax ayuda para encontrar un artista para un proyecto de Tarot. El 9 de junio de 1937 Bax invitó a Frieda Harris después de que dos artistas no aparecieron para una cita. Ella tenía entonces 60 años.
Además de leer libros de Crowley, Harris estudió la Antroposofía de Rudolf Steiner para elegir el aspecto crítico en la creación del mazo de cartas. La amiga de Crowley Greta Valentine, una socialite londinense, también conocía a Harris. Así que Harris y Crowley realizaron la mayor parte del trabajo sobre las cartas del tarot de Thoth en la casa de Valentine en Hyde Park Crescent, Londres.
En 1937 Harris empezó a tomar lecciones de geometría sintética proyectiva, basada en las ideas de Goethe tal como las reflejan las enseñanzas de Steiner, de Olive Whicher y George Adams.

John Symonds escribe:

"[Crowley] la ayudó a atravesar los portales de la Orden mística de Astrum Argentum, tomó el nombre de Tzaba "Hosts", que suma 93, el número de la corriente thelemica que intentaba tocar."

Según la sociedad de maestros ocultos sin publicar de Crowley, el 11 de mayo de 1938, la Señora Harris se convirtió en su "discípula" y también miembro de Ordo Templi Orientis, introducida directamente al IV° (Cuarto Grado) de la Orden debido a su iniciación anterior co-masónica.

Crowley también empezó a enseñarle adivinación -tenía opción de elegir y optó por el I Ching: 

"El Yi fue tu elección propia entre varias. Lo aprobé altamente, porque  es la clave a la clase de pintura que a tientas estabas buscando cuando te conocí." ...
"Si quieres hacer una marca nueva en el arte, necesitas una mente nueva, una mente iluminada desde el Triángulo Supremo."

## Harris visita a Crowley
El autor William Holt en su autobiografía describe cómo acompañó a Harris al alojamiento de Crowley en 93 Jermyn Street, Piccadilly. Mientras Harris dibujaba algunos bocetos al carboncillo, hubo una discusión sobre El Libro de Thoth que Crowley estaba escribiendo para acompañar la baraja.

## Creando el Tarot
Según admite el propio Crowley, originalmente pretendía que el mazo de cartas fuese tradicional pero Harris le animó a incluir sus ideas ocultistas, mágicas, espirituales y científicas al proyecto.

Harris le envió a Crowley un estipendio regular de dos libras por semana durante todo el proyecto. También utilizó sus contactos sociales para encontrar patrocinadores financieros para la exposición de las pinturas, los catálogos, y la publicación del Tarot. La presión pudo haber pasado factura a Harris y Crowley estaba lo suficientemente preocupado como para llamar a sus abogados para proteger su 66% de inversión en el proyecto. Crowley elogia a Harris en la introducción al Libro de Thoth:

"Dedicó su genio al Trabajo. Con rapidez increíble tomó el ritmo, y con inagotable paciencia se sometió a la corrección del fanático esclavo que ella había invocado, a menudo pintando la misma carta hasta ocho veces hasta que según su criterio llegaba al acero de vanadio!"

Durante el proyecto insistió en mantener su anonimato pero le complacía trabajar para un hombre tan famoso. El Libro de Thoth se publicó finalmente en 1944 en una edición limitada de 200 copias, pero ni Crowley ni Harris vivieron para ver la baraja de cartas impresa.

## Los últimos días de Crowley
Las cartas supervivientes entre Frieda Harris y Crowley muestran el nivel de devoción entre ellos. El 29 de mayo de 1942 Crowley escribió a Pearson, el fotograbador de la cubierta de Thoth:

"Me gustaría hacer hincapié en que soy absolutamente devoto de Lady Harris, y tengo la evidencia de actos incontables de bondad por su parte, indicando que sus sentimientos hacia mí son similares."

Hay una interrupción en las cartas de Harris a Crowley después de la exposición de las pinturas en julio de 1942 pero ella se mantuvo en contacto cercano con él, particularmente hacia el fin de su vida, y le visitó frecuentemente. Un boceto a lápiz que hizo de Crowley en su lecho de muerte sobrevive.

Después de la muerte de Crowley escribió a Frederic Mellinger, un miembro de la O.T.O. en Alemania, el 7 de diciembre de 1947:

"Él estaba bien atendido. Le hice tener una enfermera aproximadamente hace 3 meses porque estaba sucio y descuidado y tenía a Watson que era muy devoto y los Symonds eran tan amables como debían ser. En la última [hora], la señora McAlpine y el chico estaban allí. Le vi el día que murió, pero no me reconoció. Creo que la Señora McAlpine estaba con él pero ella dice que no hubo lucha, solo dejó de respirar
Le extrañaré terriblemente
Una pérdida irremplazable
El amor es la ley, amor bajo voluntad
Tuya Sinceramente
Frieda Harris"

También mantuvo correspondencia con Gerald Gardner y Karl Germer, el sucesor de Crowley como cabeza de la O.T.O., en un intento de ayudar con la estructura de la Orden en Europa, la cual había caído en confusión después de la muerte de Crowley. Frieda Harris y Louis Wilkinson fueron los albaceas de su última voluntad.

## Después de Crowley
Harris tuvo planes para hacer una gira de conferencias en Estados Unidos y exhibir las pinturas originales de la baraja de tarot Thoth en 1948, pero esto nunca se materializó.
Después de la muerte de su marido en 1952, se trasladó a la India. Murió en Srinagar el 11 de mayo de 1962. Legó las pinturas originales de sus cartas de Tarot a su colega thelemita Gerald Yorke, quién las colocó en el Instituto Warburg junto con otros muchos materiales de Crowley que había coleccionado a lo largo de los años. Aun así, Yorke conservó varias versiones alternativas de las cartas y algunos estudios preliminares que más tarde vendió a través del vendedor de libros Harold Mortlake.

Su legado se puede encontrar en una reimpresión posterior del Libro de Thoth:

"Que el apasionado amor "bajo voluntad" qué ella ha almacenado en este Tesoro de Verdad y Belleza fluya desde el Esplendor y Fortaleza de su trabajo para iluminar el mundo; que este Tarot sirva como una carta para los intrépidos marineros del Nuevo Eón, para guiarles a través del Gran Mar del Entendimiento hasta la Ciudad de las Pirámides!"